# Filippo Ranocchia
Filippo Ranocchia
(Perugia, 14 de mayo de 2001) es un futbolista italiano que juega como centrocampista en el Palermo F. C. de la Serie B.

## Trayectoria
Comenzó en la Scuola Calcio Monte Malbe.  Y luego se unió a la cantera del A. C. Perugia en 2013. El 16 de julio de 2018 firmó su primer contrato profesional.

### Juventus
El 30 de enero de 2019 la Juventus F. C. anunció su fichaje, para luego reincorporarse al A. C. Perugia cedido por dos años. Debutó el 30 de marzo en la Serie B ante el A. S. Livorno entrando en el minuto 88 por Marcello Falzerano.
El 2 de septiembre de 2019 se rescindió anticipadamente la cesión y se incorporó al equipo primavera de la Juventus. El 25 de enero de 2020 jugó con la Juventus U23 en la derrota ante el Pro Patria.
Fue ascendido a la Juventus U23 para la temporada 2020-21. El 3 de octubre anotó su primer gol en la victoria por 2-1 ante el A. C. Giana Erminio. Durante la temporada, jugó 31 partidos y anotó cuatro goles. 
El 31 de agosto de 2021 fue cedido al L. R. Vicenza. Debutó en la derrota por 2-1 ante el Cosenza Calcio. El 30 de abril de 2022 anotó el gol decisivo en la victoria por 2-1 ante el U. S. Lecce. Terminó la temporada con 32 partidos en la Serie B. El 20 de julio renovó el contrato con la Juventus hasta 2026.
El 21 de julio de 2022, el equipo recién ascendido de la Serie A el A. C. Monza lo fichó cedido a préstamo por un año con opción de compra y opción de recompra para la Juventus. Debutó en la Serie A el 14 de agosto, como titular en la derrota por 2-1 ante el Torino.

## Selección nacional
En 2015 fue convocado para un entrenamiento con la selección sub-15 de Italia. El 8 de octubre de 2021 debutó con la Sub-21 ante Bosnia y Herzegovina por la clasificación a la Eurocopa. En mayo de 2022 fue convocado por el entrenador Roberto Mancini para un entrenamiento con la selección italiana.

## Clubes
| Club                   | Pais   | Año       |
| ---------------------- | ------ | --------- |
| A. C. Perugia          | Italia | 2018-2019 |
| Juventus de Turín      | Italia | 2019-2024 |
| L. R. Vicenza (cedido) | Italia | 2021-2022 |
| A. C. Monza (cedido)   | Italia | 2022-2023 |
| Empoli F. C. (cedido)  | Italia | 2023-2024 |
| Palermo F. C.          | Italia | 2024-act. |